# Mega (energiebedrijf)
Mega is een Belgisch energiebedrijf en telecombedrijf dat elektriciteit, gas en mobiele abonnementen levert aan particuliere en zakelijke klanten in België en in Nederland (enkel gas en elektriciteit, geen telecomdiensten). Het bedrijf werd in 2013 opgericht door Michael Corhay en Thomas Coune. Naast het hoofdkantoor in Luik heeft de energieleverancier ook een kantoor in Leuven.

## Historiek
Energieleverancier Mega werd in 2013 opgericht door Michael Corhay en Thomas Coune, twee Belgische ondernemers. Het doel van Mega is om de Belgische consumenten, zowel particulieren als professionelen, een goedkoper alternatief te geven voor de multinationals van de energiesector. Een groot voordeel voor Mega is dat ze alles zelf doen; de boekhouding, IT, backoffice, marketing,... gebeuren volledig intern.
Voor haar energie werkt Mega dan weer zoveel mogelijk samen met lokale groene producenten. Zo werd de helft van de elektriciteit in 2018 lokaal aangekocht, onder andere bij de windparken van Zele, Feluy, Froidchapelle en Gesves. Twee jaar later, in 2020, kwam maar liefst 70% van de elektriciteit van diezelfde lokale producenten. In 2018 opende Mega een kantoor in Leuven. Samen met het hoofdkantoor in Luik zorgt dit ervoor dat klanten aan beide kanten van de taalgrens verder geholpen worden door lokale medewerkers. Nog in 2018 groeide het bedrijf sterk door de overname van vijf kleine energieleveranciers: Belpower, Enovos, Comfort Energy, Energy People en Zéno (ook gekend als Klinkenberg Energy). Mede hierdoor heeft Mega eind 2019 meer dan 400.000 klanten.
Sinds februari 2019 is Mega ook in Frankrijk actief. De energieleverancier levert groene elektriciteit en aardgas op het Franse vasteland voor alle leveringspunten die bediend worden door de netbeheerder Enedis (elektriciteit) en GRDF (aardgas).
In november 2020 verscheen de eerste tv-campagne van de Belgische energieleverancier.
Op 10 juni 2021 ondertekende de energieleverancier het consumentenakkoord. Het akkoord pleit voor transparantie in de relatie tussen de consument en de energieleverancier en biedt bescherming voor de consument tegen misbruiken of misleidende tarieven.  
In september 2021 werd aangekondigd dat Mega in de toekomst ook in Nederland actief zal zijn als energieleverancier. Op 10 juni 2021 werd hiervoor door de Nederlandse Autoriteit Consument en Markt (ACM) een leveringsvergunning verleend.
Eind december 2021 zette de Antwerpse energieleverancier Watz haar activiteiten stop. Mega ging een overeenkomst aan met Watz om de klanten, die dat graag wilden, over te nemen.
Het klantenbestand van Mega omvat eind 2021 600.000 contracten verspreid over heel België. 
In 2022 werd de energielevering in Nederland opgestart, waar het bedrijf anno 2024 op zo’n 25.000 contracten kan rekenen. 
Het aanbod aan activiteiten in Frankrijk werd in november 2023 stopgezet. De resterende klantenportefeuille en personeelsbestand werden overgenomen door Ekwateur, een alternatieve energieleverancier in Frankrijk.  
In februari 2024 werd Mega Telecom opgericht, met als doel om de Belgische consument, naast energie, ook een goedkoper alternatief voor hun gsm-abonnement te bieden. Als Belgische mobile virtual network operator (MVNO) maakt Mega Telecom gebruik van het netwerk van Orange.  
In februari 2025 sloot Mega een akkoord met het geïntegreerd energiebedrijf MET Group, gebaseerd in Zwitserland. MET Group zal een participatie van 68,5% in Mega verwerven. De overige 31,5% van de aandelen blijft in handen van de oprichters en co-CEO’s Michael Corhay en Thomas Coune. Mega blijft voor de bestaande activiteiten dezelfde koers varen, met hetzelfde management